# ルペストリス種
ルペストリス種（ルペルトリスしゅ、Vitis rupestris）は、アメリカ南西部で自生するブドウの一種であり、砂ブドウ（英名：sand grape）という名前で知られている。フィロキセラ抵抗性を持ち、接木が容易であることからヨーロッパ、カリフォルニア州では栽培ブドウ（ヨーロッパブドウ）の台木（品種としてセント ジョージアがある）として利用されている。
ルペストリス種は、砂利状の川床の岩場で発見された。ブドウの仲間では珍しく、つるで巻き付くことはなく、低木のように自立している。かつては、テネシー州からテキサス州にかけて見られたが、放牧により激減し、現在、アーカンソー州北部、ミズーリ州南部、テネシー州しか見られない。葉は、小さく、豆のような外形で、無毛、内側に折れ曲がった形状である。ルペストリス種の自生地は急速に減少し、かつて10州の60地域で標本として採取されたが、現在、9州の24箇所しか見られない。